# António de Macedo
António Luis Ernesto de Macedo (Lisboa, 5 de julho de 1931 – Lisboa, 5 de outubro de 2017) exerceu a actividade de cineasta entre 1961 e 1996, tendo sido um dos realizadores mais activos do Novo Cinema português. Explorou as técnicas do cinema directo além de outros experimentalismos de natureza estética e técnica, nos seus filmes de longa-metragem, de curta-metragem e de séries de televisão. Era escritor e ensaísta.
Abandonou o cinema no fim dos anos noventa por se sentir marginalizado. Depois disso, dedicou-se inteiramente à escrita e à actividade docente.

## Biografia
O seu pai era empregado do comércio, originário do Pará, Brasil. Conheceu a mãe na Kodak, empresa de materiais fotográficos e cinematográficos, onde ambos trabalhavam. Viviam na Rua do Telhal, em Lisboa. Com os materiais que o pai trazia da Kodak, António começou a fazer filmes amadores de família. Andou no Liceu Camões.
Após anos de aulas de piano, aos 19 anos entrou na Sociedade Portuguesa de Autores como músico. Aos 24 anos deixou de tocar depois de uma operação ao braço direto.
Frequentou a ESBAL (Escola Superior de Belas Artes de Lisboa), onde se graduou como arquitecto em 1958. Exerceu a profissão de arquitecto na Câmara Municipal de Lisboa até 1964, dedicando-se, por fim, ao audiovisual e à literatura. Assinou uma das primeiras obras teóricas e didácticas sobre cinema editadas em Portugal: A Evolução Estética do Cinema (Clube Bibliográfico Editex, 2 vols. 1959-1960).
Foi cofundador das cooperativas Centro Português de Cinema (1970) e Cinequanon (1974).
Pertenceu à Maçonaria e foi Discípulo Rosacruz da Fraternidade Rosacruz Max Heindel, filiada na The Rosicrucian Fellowship.
Especializou-se na investigação e estudo das religiões comparadas, de esoterologia, de história da filosofia e da estética audiovisual, das formas literárias e fílmicas de speculative fiction, temas que tem abordado em inúmeros colóquios, conferências e em diversas publicações. Na sequência destes trabalhos e investigações, doutorou-se em Sociologia da Cultura, com distinção e louvor, em 2010 (Universidade Nova de Lisboa).
Dedicado ao ensino desde 1970, foi professor no Instituto de Artes Decorativas (IADE), Instituto de Novas Profissões (INP), Universidade Lusófona, Universidade Moderna e na Universidade Nova de Lisboa, regendo cadeiras como Teoria e Prática do Cinema, Análise de Imagem, Arte Narrativa e Esoterismo Bíblico.
Macedo era mais conhecido como realizador, actividade que abandonou em 1996. Apesar da sua vasta e original filmografia, apesar da vertente cultural do cinema que pratica, viu recusados vários projectos que apresentou nos concursos oficiais para o financiamento de filmes portugueses. Salvo algumas raras excepções, o cinema português é financiado pelo Estado, que nomeia júris que decidem quais os projectos a apoiar.
Numa entrevista publicada na revista Autores, editada pela Sociedade Portuguesa de Autores (n.º 14, Abril / Junho 2007), entrevista intitulada Nos Interstícios da Realidade, a propósito de um prémio que lhe foi atribuído (Consagração de Carreira da SPA), explica o porquê do seu abandono:
«AUTORES — Quando se reformou [em 1996] largou definitivamente o cinema… «A. DE MACEDO — Tive de largar antes, foi em 93, embora tivesse continuado na Cinequanon — cooperativa da qual ainda hoje sou sócio —, porque houve uma espécie de conflito estético-cultural, o que lhe quiserem chamar, com os júris que atribuem os apoios financeiros para se fazerem filmes de fundo e que eram facilmente manipuláveis. A verdade é que alguns membros dos júris me disseram, mais tarde, que o meu tipo de cinema era “um cinema que não interessava” — um cinema fantástico, um cinema “desligado das realidades”, um bocado fantasioso, e esse tipo de imaginário não interessava para o cinema português. E por isso comecei a ser censurado num regime onde, constitucionalmente, não há censura».
Censurado no tempo da ditadura e em tempo de democracia, Macedo parece ser um dos casos ilustrativos de atitudes de um poder que tem (ou teve) preferência de autores.
Tinha orgulho em ter sido "dos poucos ditosos, ou privilegiados, que pertenceram a duas gerações marcantes do século XX cultural português": a «Geração de 60» do Novo Cinema Português e a «Geração de 90» na literatura. Publicou toda a sua obra literária ficcional, romances, contos, etc integrada na literatura fantástica portuguesa. Emparceirou com os arautos da Nova Literatura portuguesa de Ficção Fantástica e Científica como João Barreiros, Luís Filipe Silva, José Manuel Morais, Daniel Tércio, Maria de Menezes ou João Botelho da Silva.
Em junho e julho de 2012, a Cinemateca Portuguesa realizou uma retrospectiva com a totalidade da obra deste cineasta, editando um volumoso catálogo de 192 páginas totalmente dedicado aos seus filmes de curta e de longa metragem, intitulado O Cinema de António de Macedo, com textos, entrevistas, recensões críticas, etc. de vários autores. No mesmo ano, recebeu o Prémio SOPHIA de Carreira, atribuído pela Academia Portuguesa de Cinema.
Em 2013, foi a vez do Fantasporto lhe dedicar uma homenagem com atribuição do troféu Prémio de Carreira, com textos subordinados ao tema “António de Macedo - O Fantástico no Cinema Português”, inseridos no catálogo do 33.º Festival Internacional de Cinema do Porto - Fantasporto 2013. Em 2014 recebeu o Prémio ADAMASTOR “Personalidade Fantástica 2014”, atribuído pelo Colectivo Trëma e pelo Fórum Fantástico. Em 2018, a Editorial Divergência criou o Prémio António de Macedo, destinado a premiar manuscritos inéditos.
Morreu a 5 de outubro de 2017, no Hospital de Santa Marta, em Lisboa, onde se encontrava internado.

## Filmografia

### Longas-metragens
- 1965 – Domingo à Tarde
- 1967 – Sete Balas para Selma
- 1970 – Nojo aos Cães
- 1972 – A Promessa
- 1975 – O Rico, o Camelo e o Reino ou O Princípio da Sabedoria
- 1976 – As Horas de Maria
- 1979 – O Príncipe com Orelhas de Burro
- 1983 – Os Abismos da Meia-Noite
- 1988 – Os Emissários de Khalom
- 1989 – A Maldição de Marialva
- 1993 – Chá Forte com Limão
- 2016 – O Segredo da Pedras Vivas

### Curtas e médias-metragens
- 1961 – A Primeira Mensagem
- 1962 – Verão Coincidente, baseado num poema de Maria Teresa Horta
- 1963 – Nicotiana, sobre a Tabaqueira
- 1963 – 1X2
- 1966 – Afonso Lopes Vieira
- 1966 – Crónica do Esforço Perdido
- 1966 – Fernão Mendes Pinto
- 1967 – Alta Velocidade
- 1968 – Albufeira
- 1968 – Fado - Lisboa-68
- 1968 – A Ginástica na Prevenção dos Acidentes
- 1968 – A Revelação
- 1969 – Almada Negreiros, Vivo Hoje  - Prémio Paz dos Reis (que recusou)
- 1969 – Cine-Riso nº 1
- 1970 – História Breve da Madeira Aglomerada
- 1970 – Totobola — Relatório e Contas
- 1971 – Cinco Temas para Refinaria e Quarteto
- 1971 – Do Outro Lado do Rio — Almada
- 1972 – Inauguração da Doca Alfredo da Silva
- 1972 – O Leite
- 1972 – Lisboa — Jardim da Europa
- 1973 – Cenas de Caça no Baixo Alentejo
- 1973 – A Criança e a Justiça
- 1973 – Marconi — Via Satélite
- 1973 – Um Milhão de Vóltios
- 1974 – Arquitectura e Habitação
- 1974 – A Arte Culinária
- 1974 – A Profissão de Produtor de Cinema em Portugal
- 1974 – Vendedores Ambulantes
- 1975 – Candidinha
- 1975 – A Cooperativa Cesteira de Gonçalo
- 1975 – Hotel das Arribas — Um Ano de Auto-Gestão
- 1975 – Ocupação de Terras na Beira-Baixa
- 1975 – A Penteadora
- 1975 – Peter Lilienthal filma em Setúbal
- 1975 – Teatro Português
- 1975 – Unhais da Serra — Tomada de Consciência Política numa Aldeia Beirã
- 1976 – Os Encadernadores
- 1976 – Os Tipógrafos
- 1977 – Cooperativa de Ópera
- 1978 – A Bicha das Sete Cabeças
- 1978 – O Encontro
- 1979 – Encontros Imediatos do Nosso Grau
- 1979 – Ano Internacional da Criança
- 1982 – O Futuro do Mondego
- 1982 – Para uma Vida Melhor, numa Cidade Melhor
- 1985 – 50 Anos de um Complexo Escolar Universitário de Engenharia

### Na televisão
- 1975 – Fatima Story
- 1976 – O Outro Teatro - As Coisas Pertencem a Quem as Torna Melhores
- 1979 – Recuperação de Deficientes (série)
- 1979-1980 – XX-XXI Ciência e Técnica, Hoje e Amanhã (série)
- 1981 – A Magia das Bonecas (série)
- 1988 – Fernando Lanhas - Os Sete Rostos
- 1992 – O Altar dos Holocaustos (série)
- 1996 – Santo António de Todo o Mundo

## Literatura
A nível do ensaísmo, abordava as religiões comparadas, tradições esotéricas e a história da filosofia e da estética audio-visual.
A nível da ficção, especializou-se na literatura fantástica e da ficção científica. Inclusivamente, foi um dos promotores dos Encontros Internacionais de Ficção Científica & Fantástico de Cascais, cuja primeira edição ocorreu em 1996, sendo um dos seus coordenadores. Dentre os diversos livros de ensaios que publicou, salienta-se a sua tese de doutoramento em Sociologia da Cultura, um denso volume de 670 páginas de investigação sociocultural e esoterológica dos textos bíblicos, intitulado Cristianismo Iniciático. Neste estudo, Macedo aprofunda em termos de História e Sociologia os conteúdos e os textos da Bíblia, discutindo especialmente a decisiva importância das interpretações esotéricas e heterodoxas da Bíblia, e respectivos autores e correntes, desde a produção dos antigos textos bíblicos até hoje, bem como o profundo significado dessas interpretações para o desenvolvimento da mentalidade, da cultura e da ciência na civilização ocidental.

### Ensaios
- 1959 - A Evolução Estética do Cinema, vol. 1
- 1960 - A Evolução Estética do Cinema, vol. 2
- 1961 - Da Essência da Libertação
- 1999 - Instruções Iniciáticas
- 2002 - Laboratório Mágico
- 2003 - O Neoprofetismo e a Nova Gnose
- 2006 - Esoterismo da Bíblia
- 2006 - Textos Neo-Gnósticos
- 2011 - Cristianismo Iniciático
- 2016 - A Provocadora Realidade dos Mundos Imaginários

### Ficção
- 1992 - O Limite de Rudzky (contos)
- 1993 - Contos de Androthélys (romance)
- 1995 - Sulphira e Lucyphur (romance)
- 1996 - A Sonata de Cristal (romance)
- 1998 - Erotosofia (romance)
- 2000 - O Cipreste Apaixonado (romance)
- 2004 - As Furtivas Pegadas da Serpente (romance)
- 2007 - A Conspiração dos Abandonados (contos)
- 2017 - Lovesenda ou o Enigma das Oito Portas de Cristal (romance)

## Teatro
- 1983 - A Pomba
- 1984 - A Nova Ilusão
- 1989 - O Osso de Mafoma
- 2011 - O Sangue e o Fogo (Compilação de O OSSO DE MAFOMA, A POMBA e A NOVA ILUSÂO)